# Фокер D.XIV
Фокер D.XIV је холандски ловачки авион нискокрилни једносед који је произвела фирма Фокер. Први лет авиона је извршен 1925. године. 

## Пројектовање и развој
Авион Фокер D.XIV је био нискокрилни, конзолни једнокрилац чији је основни концепт изведен из Фокера V.25 који је развијен током Првог светског рата. Авион је имао класичан фиксни стајни трап два предња точка испод крила и еластичну дрљачу испод репа авиона. Пилот је седео у отвореном кокпиту иза задње ивице крила. Крила су му била дрвене конструкције обложена платном, трапезног облика са стреластом нападном ивицом. Пројект авиона није рађен према нечијој спецификацији или конкурсу већ на основу идеје Антони Фокера (власника Фокера) и Рајнхолда Плаца главног конструктора фирме Фокер, да направе нови искорак у авијацији. Авион је први пут полетео 28. марта 1925. године

## Технички опис
Труп му је правоугаоног попречног пресека, бокови трупа и под су равни а поклопац трупа закривљен. Носећа конструкција трупа је направљена од заварених челичних цеви високе чврстоће. Дијагонале за учвршћење рамова су од челичних цеви у пределу испред кокпита а иза према репу су жичане. Прамац трупа у пределу мотора до кабине пилота је обложен алуминијумским лимом. Шперплочом је обложена горња страна трупа све до репа авиона.  Изван лимене облоге, цео труп је обложен импрегнираним платном, укључујући и делове трупа обложене шперплочом. Пилот је седео у отвореном кокпиту испред себе је имао ветробранско стакло а иза себе наслон за главу. Прегледност из пилотске кабине је била добра јер се хладњак налазио испред мотора.
Погонска група: Авион је био опремљен 12-то цилиндричним течношћу хлађеним линијским мотором V распореда цилиндара, Hispano-Suiza 12Hb снаге 590 KS(440kW).  На вратилу мотора је била причвршћена од слојевито лепљеног дрвета двокрака вучна елиса, непроменљивог корака. Хладњак за расхладну течност се налази испред мотора а иза елисе. Резервоар за гориво се налази у трупу авиона иза мотора. Ту је био смештен и резервоар за уље.
Крила су конзолна, дрвене конструкције са две рамењаче пресвучена импрегнираним платном. Облик крила је трапезаст са заобљеним крајевима. Елерони су причвршћени за задњу ремењачу. Конструкција елерона је цевасти челични оквир и челичне цеви као ребра, облога је од платна. Управљање елеронима је помоћу сајли за управљање. Са доње стране, крила су подупрта челичним упорницама које се везују за осовину стајног трапа а други крај упорница су везане за рамењаче крила.
Репне површине Овај авион нема фиксни вертикални стабилизатор па му је ту функцију преузело кормило правца. Два хоризонтална стабилизатора су троугластог облика направљени од челичних цеви, обложени платном и причвршћени за горњу страницу трупа. Кормило правца и дубине су направљени од челичних цеви и обложено платном. Троугласти реп (хоризонтални стабилизатори) су ослоњени  цевастим челичним подупирачима са сваке стране на доњу страницу трупа.
Стајни орган је био класичан, направљен као челична конструкција од заварених танкозидих цеви са фиксном осовином. На осовину су се ослањале упорнице крила. У циљу смањења аеродинмичког отпора точкови су направљени од лима без отвора на њима.  Амортизација је била помоћу гумених каишева а на репном делу се налазила еластична дрвена дрљача.

## Наоружање
Прототип авиона је био ненаоружан а предвиђено је било да авион буде наоружан као што је у табели приказано.
| Наоружање авиона: Фокер        |                         |
| Ватрено (стрељачко) наоружање  |                         |
| Топ                            |                         |
| Митраљез                       |                         |
| Број и ознака митраљеза        | 2 х (LMG 08/15 Spandau) |
| Број метака                    | 500 по митраљезу        |
| Калибар                        | 7,92                    |
| Бомбардерско наоружање (бомбе) |                         |
| Ракетно наоружање (ракете)     |                         |

## Верзије
Није постојало више верзија овог авиона.

## Оперативно коришћење
На летном тестирању авион је показао одличне перформансе, али је имао озбиљан проблем са стабилношћу. Приликом пробног лета 3. октобра 1925. године на Амстердамском аеродрому Шипол авион се срушио, убивши при том пробног пилота Хермана Хеса. После овог немилог догађаја,  заустављен је даљи развој D.XIV, у то време перспективног авиона.

## Земље које су користиле авион
- Холандија